# 480 km Mexica 1990
480 km Mexica 1990 je bila deveta in zadnja dirka Svetovnega prvenstva športnih dirkalnikov v sezoni 1990. Odvijala se je 7. oktobra 1990.

## Rezultati
| Poz     | Razred | Št | Moštvo                           | Dirkači                              | Šasija                             | Gume | Krogi |
| Poz     | Razred | Št | Moštvo                           | Dirkači                              | Motor                              | Gume | Krogi |
| ------- | ------ | -- | -------------------------------- | ------------------------------------ | ---------------------------------- | ---- | ----- |
| 1       | C      | 2  | Team Sauber Mercedes             | Jochen Mass Michael Schumacher       | Mercedes-Benz C11                  | G    | 109   |
| 1       | C      | 2  | Team Sauber Mercedes             | Jochen Mass Michael Schumacher       | Mercedes-Benz M119 5.0L Turbo V8   | G    | 109   |
| 2       | C      | 23 | Nissan Motorsports International | Julian Bailey Mark Blundell          | Nissan R90CK                       | D    | 107   |
| 2       | C      | 23 | Nissan Motorsports International | Julian Bailey Mark Blundell          | Nissan VHR35Z 3.5L Turbo V8        | D    | 107   |
| 3       | C      | 4  | Silk Cut Jaguar                  | Andy Wallace Davy Jones              | Jaguar XJR-11                      | G    | 107   |
| 3       | C      | 4  | Silk Cut Jaguar                  | Andy Wallace Davy Jones              | Jaguar JV6 3.5L Turbo V6           | G    | 107   |
| 4       | C      | 24 | Nissan Motorsports International | Kenny Acheson Gianfranco Brancatelli | Nissan R90CK                       | D    | 106   |
| 4       | C      | 24 | Nissan Motorsports International | Kenny Acheson Gianfranco Brancatelli | Nissan VHR35Z 3.5L Turbo V8        | D    | 106   |
| 5       | C      | 8  | Joest Porsche Racing             | Jonathan Palmer Hans-Joachim Stuck   | Porsche 962C                       | M    | 106   |
| 5       | C      | 8  | Joest Porsche Racing             | Jonathan Palmer Hans-Joachim Stuck   | Porsche Type-935 3.2L Turbo Flat-6 | M    | 106   |
| 6       | C      | 7  | Joest Porsche Racing             | Bob Wollek Frank Jelinksi            | Porsche 962C                       | M    | 105   |
| 6       | C      | 7  | Joest Porsche Racing             | Bob Wollek Frank Jelinksi            | Porsche Type-935 3.2L Turbo Flat-6 | M    | 105   |
| 7       | C      | 10 | Porsche Kremer Racing            | Bernd Schneider Tomas Lopez          | Porsche 962CK6                     | Y    | 105   |
| 7       | C      | 10 | Porsche Kremer Racing            | Bernd Schneider Tomas Lopez          | Porsche Type-935 3.0L Turbo Flat-6 | Y    | 105   |
| 8       | C      | 9  | Joest Racing                     | Henri Pescarolo "John Winter"        | Porsche 962C                       | G    | 103   |
| 8       | C      | 9  | Joest Racing                     | Henri Pescarolo "John Winter"        | Porsche Type-935 3.0L Turbo Flat-6 | G    | 103   |
| 9       | C      | 27 | Obermaier Racing                 | Otto Altenbach Harald Grohs          | Porsche 962C                       | G    | 103   |
| 9       | C      | 27 | Obermaier Racing                 | Otto Altenbach Harald Grohs          | Porsche Type-935 3.0L Turbo Flat-6 | G    | 103   |
| 10      | C      | 21 | Spice Engineering                | Fermín Vélez Eliseo Salazar          | Spice SE90C                        | G    | 103   |
| 10      | C      | 21 | Spice Engineering                | Fermín Vélez Eliseo Salazar          | Ford Cosworth DFR 3.5L V8          | G    | 103   |
| 11      | C      | 13 | Courage Compétition              | Pascal Fabre Michel Trollé           | Cougar C24S                        | G    | 102   |
| 11      | C      | 13 | Courage Compétition              | Pascal Fabre Michel Trollé           | Porsche Type-935 3.0L Turbo Flat-6 | G    | 102   |
| 12      | C      | 32 | Konrad Motorsport                | Franz Konrad Harri Toivonen          | Porsche 962C                       | G    | 102   |
| 12      | C      | 32 | Konrad Motorsport                | Franz Konrad Harri Toivonen          | Porsche Type-935 3.0L Turbo Flat-6 | G    | 102   |
| 13      | C      | 44 | Peugeot Talbot Sport             | Keke Rosberg Jean-Pierre Jabouille   | Peugeot 905                        | M    | 101   |
| 13      | C      | 44 | Peugeot Talbot Sport             | Keke Rosberg Jean-Pierre Jabouille   | Peugeot SA35 3.5L V10              | M    | 101   |
| 14      | C      | 30 | GP Motorsport                    | Tom Hessert Enrique Contreras        | Spice SE90C                        | D    | 91    |
| 14      | C      | 30 | GP Motorsport                    | Tom Hessert Enrique Contreras        | Ford Cosworth DFZ 3.5L V8          | D    | 91    |
| 15      | C      | 20 | Team Davey                       | Bernard Jourdain Michel Jourdain     | Porsche 962C                       | D    | 88    |
| 15      | C      | 20 | Team Davey                       | Bernard Jourdain Michel Jourdain     | Porsche Type-935 3.0L Turbo Flat-6 | D    | 88    |
| 16      | C      | 41 | Alba Formula                     | Giorgio Francia François Migault     | Alba AR20                          | G    | 85    |
| 16      | C      | 41 | Alba Formula                     | Giorgio Francia François Migault     | Buick 4.5L V6                      | G    | 85    |
| 17 DSQ† | C      | 1  | Team Sauber Mercedes             | Jean-Louis Schlesser Mauro Baldi     | Mercedes-Benz C11                  | G    | 109   |
| 17 DSQ† | C      | 1  | Team Sauber Mercedes             | Jean-Louis Schlesser Mauro Baldi     | Mercedes-Benz M119 5.0L Turbo V8   | G    | 109   |
| 18 DNF  | C      | 34 | Equipe Alméras Fréres            | Jacques Alméras Jean-Marie Alméras   | Porsche 962C                       | G    | 75    |
| 18 DNF  | C      | 34 | Equipe Alméras Fréres            | Jacques Alméras Jean-Marie Alméras   | Porsche Type-935 3.0L Turbo Flat-6 | G    | 75    |
| 19 DNF  | C      | 36 | Toyota Team Tom's                | Johnny Dumfries Roberto Ravaglia     | Toyota 90C-V                       | B    | 70    |
| 19 DNF  | C      | 36 | Toyota Team Tom's                | Johnny Dumfries Roberto Ravaglia     | Toyota R36V 3.6L Turbo V8          | B    | 70    |
| 20 DNF  | C      | 15 | Brun Motorsport                  | Oscar Larrauri                       | Porsche 962C                       | Y    | 65    |
| 20 DNF  | C      | 15 | Brun Motorsport                  | Oscar Larrauri                       | Porsche Type-935 3.0L Turbo Flat-6 | Y    | 65    |
| 21 DNF  | C      | 16 | Brun Motorsport                  | Jésus Pareja Walter Brun             | Porsche 962C                       | Y    | 56    |
| 21 DNF  | C      | 16 | Brun Motorsport                  | Jésus Pareja Walter Brun             | Porsche Type-935 3.0L Turbo Flat-6 | Y    | 56    |
| 22 DNF  | C      | 39 | Swiss Team Salamin               | Antoine Salamin Max Cohen-Olivar     | Porsche 962C                       | G    | 52    |
| 22 DNF  | C      | 39 | Swiss Team Salamin               | Antoine Salamin Max Cohen-Olivar     | Porsche Type-935 3.0L Turbo Flat-6 | G    | 52    |
| 23 DNF  | C      | 3  | Silk Cut Jaguar                  | Martin Brundle Jan Lammers           | Jaguar XJR-11                      | G    | 46    |
| 23 DNF  | C      | 3  | Silk Cut Jaguar                  | Martin Brundle Jan Lammers           | Jaguar JV6 3.5L Turbo V6           | G    | 46    |
| 24 DNF  | C      | 14 | Richard Lloyd Racing             | Manuel Reuter Perry McCarthy         | Porsche 962C GTi                   | G    | 42    |
| 24 DNF  | C      | 14 | Richard Lloyd Racing             | Manuel Reuter Perry McCarthy         | Porsche Type-935 3.0L Turbo Flat-6 | G    | 42    |
| 25 DNF  | C      | 29 | Chamberlain Engineering          | Richard Piper Charles Zwolsman       | Spice SE89C                        | G    | 23    |
| 25 DNF  | C      | 29 | Chamberlain Engineering          | Richard Piper Charles Zwolsman       | Ford Cosworth DFZ 3.5L V8          | G    | 23    |
| 26 DNF  | C      | 37 | Toyota Team Tom's                | Geoff Lees John Watson               | Toyota 89C-V                       | B    | 15    |
| 26 DNF  | C      | 37 | Toyota Team Tom's                | Geoff Lees John Watson               | Toyota R36V 3.6L Turbo V8          | B    | 15    |
| 27 DNF  | C      | 40 | The Berkeley Team London         | Pasquale Barberio "Stingbrace"       | Spice SE89C                        | G    | 0     |
| 27 DNF  | C      | 40 | The Berkeley Team London         | Pasquale Barberio "Stingbrace"       | Ford Cosworth DFZ                  | G    | 0     |
| DNS     | C      | 17 | Brun Motorsport                  | Bernard Santal Massimo Sigala        | Porsche 962C                       | Y    | -     |
| DNS     | C      | 17 | Brun Motorsport                  | Bernard Santal Massimo Sigala        | Porsche Type-935 3.0L Turbo Flat-6 | Y    | -     |
| DNS     | C      | 26 | Obermaier Racing                 | Otto Altenbach Harald Grohs          | Porsche 962C                       | G    | -     |
| DNS     | C      | 26 | Obermaier Racing                 | Otto Altenbach Harald Grohs          | Porsche Type-935 3.0L Turbo Flat-6 | G    | -     |

- † - #1 Team Sauber Mercedes je bil diskvalificiran zaradi porabljene večje količine goriva od dovoljene.

## Statistika
- Najboljši štartni položaj - #4 Silk Cut Jaguar - 1:20.626
- Najhitrejši krog - #4 Silk Cut Jaguar - 1:23.250
- Povprečna hitrost - 172.19km/h